# رايلي (مغنية)
راني بيترسن (مواليد 24 نوفمبر 1997) وتعرف باسم رايلي هي مغنية من جزر فارو، مثلت الدنمارك في مسابقة الأغنية الأوروبية 2023.

## روابط خارجية
رايلي (مغنية) على موقع IMDb (الإنجليزية)
- رايلي (مغنية) على موقع ميوزك برينز (الإنجليزية)
- رايلي (مغنية) على موقع أول ميوزيك (الإنجليزية)
- رايلي (مغنية) على موقع ديسكوغز (الإنجليزية)